# Florian Clara
Florian Clara (San Martino in Badia, 11 febbraio 1988) è un ex slittinista italiano su pista naturale.
Ha vinto otto titoli mondiali, sei europei e 13 trofei di Coppa del Mondo nel doppio, da sempre in coppia con Patrick Pigneter.

## Palmarès

### Mondiali su pista naturale
- 13 medaglie:
  - 8 ori (doppio, gara a squadre a Moso in Passiria 2009; gara a squadre ad Umhausen 2011; doppio, gara a squadre a Nova Ponente 2013; doppio a Sankt Sebastian 2015,doppio a Lazfons 2019; doppio ad Umhausen 2021);
  - 5 argenti (gara a squadre a Grande Prairie 2007; doppio ad Umhausen 2011; gara a squadre a Vatra Dornei 2017; doppio a Vatra Dornei 2017;doppio a Nova Ponente 2023).

### Europei su pista naturale
- 11 medaglie:
  - 6 ori (doppio a Sankt Sebastian 2010; gara a squadre e doppio a Umhausen 2014; doppio e gara a squadre a Val Passiria 2016; doppio a Obdach-Winterleiten 2018);
  - 4 argenti (doppio a Valdaora 2008; gara a squadre a Sankt Sebastian 2010; gara a squadre a Obdach-Winterleiten 2018; doppio a Lasa 2022).
  - 1 bronzo (doppio a Mosca 2020)

### Mondiali juniores su pista naturale
- 2 medaglie:
  - 1 oro (doppio a Garmisch-Partenkirchen 2006);
  - 1 argento (doppio a Laces 2008).

### Europei juniores su pista naturale
- 2 medaglie:
  - 1 oro (doppio a Sankt Sebastian 2007);
  - 1 argento (singolo a Sankt Sebastian 2007).

### Coppa del Mondo su pista naturale
- Vincitore della Coppa del Mondo del singolo nel 2025
- Vincitore della Coppa del Mondo su pista naturale nella specialità del doppio nel 2008, 2009, 2010, 2011, 2013, 2014, 2015, 2016, 2018, 2019, 2020, 2021 e 2022
- 136 podi (98 nel doppio, 15 nel singolo, 23 in gare a squadre):
  - 90 vittorie (68 doppio, 18 in gare a squadre, 4 in singolo);
  - 29 secondi posti (20 nel doppio, 5 nel singolo, 4 in gare a squadre);
  - 17 terzi posti (10 nel doppio, 6 nel singolo, 1 in gare a squadre).

#### Coppa del Mondo - vittorie
| Data             | Luogo               | Paese    | Disciplina                  |
| ---------------- | ------------------- | -------- | --------------------------- |
| 20 gennaio 2007  | Longiarù            | Italia   | Doppio con Patrick Pigneter |
| 22 dicembre 2007 | Moso in Passiria    | Italia   | Doppio con Patrick Pigneter |
| 12 gennaio 2008  | Umhausen            | Austria  | Doppio con Patrick Pigneter |
| 19 gennaio 2008  | Umhausen            | Austria  | Doppio con Patrick Pigneter |
| 26 gennaio 2008  | Laces               | Italia   | Doppio con Patrick Pigneter |
| 22 febbraio 2008 | Železniki           | Slovenia | Doppio con Patrick Pigneter |
| 24 febbraio 2008 | Železniki           | Slovenia | Doppio con Patrick Pigneter |
| 24 gennaio 2009  | Unterammergau       | Germania | Doppio con Patrick Pigneter |
| 30 gennaio 2009  | Nova Ponente        | Italia   | Doppio con Patrick Pigneter |
| 24 febbraio 2009 | Novoural'sk         | Russia   | Doppio con Patrick Pigneter |
| 26 febbraio 2009 | Novoural'sk         | Russia   | Doppio con Patrick Pigneter |
| 16 dicembre 2009 | Novoural'sk         | Russia   | Doppio con Patrick Pigneter |
| 9 gennaio 2010   | Umhausen            | Austria  | Doppio con Patrick Pigneter |
| 23 gennaio 2010  | Laces               | Italia   | Doppio con Patrick Pigneter |
| 6 febbraio 2010  | Chiusa              | Italia   | Doppio con Patrick Pigneter |
| 10 dicembre 2010 | Novoural'sk         | Russia   | Doppio con Patrick Pigneter |
| 22 gennaio 2011  | Kindberg            | Austria  | Doppio con Patrick Pigneter |
| 25 febbraio 2011 | Valdaora            | Italia   | Doppio con Patrick Pigneter |
| 7 gennaio 2012   | Chiusa              | Italia   | Doppio con Patrick Pigneter |
| 28 gennaio 2012  | Nova Ponente        | Italia   | Doppio con Patrick Pigneter |
| 29 dicembre 2012 | Lasa                | Italia   | Doppio con Patrick Pigneter |
| 12 gennaio 2013  | Moso in Passiria    | Italia   | Doppio con Patrick Pigneter |
| 2 febbraio 2013  | Kindberg            | Austria  | Doppio con Patrick Pigneter |
| 23 febbraio 2013 | Vatra Dornei        | Romania  | Doppio con Patrick Pigneter |
| 4 gennaio 2014   | Alpe di Siusi       | Italia   | Doppio con Patrick Pigneter |
| 11 gennaio 2014  | Moso in Passiria    | Italia   | Doppio con Patrick Pigneter |
| 17 gennaio 2014  | Umhausen            | Austria  | Doppio con Patrick Pigneter |
| 25 gennaio 2014  | Valdaora            | Italia   | Doppio con Patrick Pigneter |
| 18 febbraio 2014 | Vatra Dornei        | Romania  | Doppio con Patrick Pigneter |
| 13 dicembre 2014 | Kühtai              | Austria  | Doppio con Patrick Pigneter |
| 10 gennaio 2015  | Nova Ponente        | Italia   | Doppio con Patrick Pigneter |
| 24 gennaio 2015  | Obdach-Winterleiten | Austria  | Doppio con Patrick Pigneter |
| 31 gennaio 2015  | Vatra Dornei        | Romania  | Doppio con Patrick Pigneter |
| 14 febbraio 2015 | Umhausen            | Austria  | Doppio con Patrick Pigneter |
| 12 dicembre 2015 | Kühtai              | Austria  | Doppio con Patrick Pigneter |
| 9 gennaio 2016   | Laces               | Italia   | Doppio con Patrick Pigneter |
| 16 gennaio 2016  | Vatra Dornei        | Romania  | Doppio con Patrick Pigneter |
| 23 gennaio 2016  | Mosca               | Russia   | Doppio con Patrick Pigneter |
| 30 gennaio 2016  | Nova Ponente        | Italia   | Doppio con Patrick Pigneter |
| 20 febbraio 2016 | Umhausen            | Austria  | Doppio con Patrick Pigneter |
| 10 dicembre 2016 | Kühtai              | Austria  | Doppio con Patrick Pigneter |
| 21 gennaio 2017  | Železniki           | Slovenia | Doppio con Patrick Pigneter |
| 3 dicembre 2017  | Kühtai              | Austria  | Doppio con Patrick Pigneter |
| 6 gennaio 2018   | Lazfons             | Italia   | Doppio con Patrick Pigneter |
| 13 gennaio 2018  | Moso in Passiria    | Italia   | Doppio con Patrick Pigneter |
| 21 gennaio 2018  | Sankt Sebastian     | Austria  | Doppio con Patrick Pigneter |
| 17 febbraio 2018 | Umhausen            | Austria  | Doppio con Patrick Pigneter |
| 12 gennaio 2019  | Obdach-Winterleiten | Austria  | Doppio con Patrick Pigneter |
| 19 gennaio 2019  | Mosca               | Russia   | Doppio con Patrick Pigneter |
| 26 gennaio 2019  | Nova Ponente        | Italia   | Doppio con Patrick Pigneter |
| 9 febbraio 2019  | Vatra Dornei        | Romania  | Doppio con Patrick Pigneter |
| 9 febbraio 2021  | Lasa                | Italia   | Doppio con Patrick Pigneter |
| 8 gennaio 2022   | Umhausen            | Austria  | Doppio con Patrick Pigneter |
| 15 gennaio 2022  | Umhausen            | Austria  | Doppio con Patrick Pigneter |
| 23 gennaio 2022  | Vatra Dornei        | Romania  | Doppio con Patrick Pigneter |
| 29 gennaio 2022  | Nova Ponente        | Italia   | Doppio con Patrick Pigneter |
| 20 febbraio 2022 | Mariazell           | Austria  | Doppio con Patrick Pigneter |
| 28 gennaio 2023  | Nova Ponente        | Italia   | Doppio con Patrick Pigneter |
| 17 febbraio 2023 | Umhausen            | Austria  | Doppio con Patrick Pigneter |
| 18 febbraio 2023 | Umhausen            | Austria  | Doppio con Patrick Pigneter |
| 6 gennaio 2024   | Lasa                | Italia   | Singolo                     |
| 26 gennaio 2025  | Mariazell           | Austria  | Singolo                     |
| 8 febbraio 2025  | Umhausen            | Austria  | Singolo                     |
| 23 febbraio 2025 | Nova Ponente        | Italia   | Singolo                     |